# Könyvbe illő szerelem
A Könyvbe illő szerelem (hangul: 로맨스는 별책부록, handzsa: Romenszunun pjolcshekpurok, RR: Romaenseuneun Byeolchaekburok), angol címén Romance Is a Bonus Book, 2019-ben bemutatott dél-koreai televíziós sorozat, melyet a tvN csatorna vetített I Dzsongszok (Lee Jong-seok) és I Najong (Lee Na-yeong) főszereplésével. A Netflix is megvásárolta és magyar felirattal vetíti.

## Szereplők
- I Dzsongszok (Lee Jong-seok) (이종석): Csha Unho (차은호, Cha Eun-ho)
- I Najong (Lee Na-yeong) (이나영): Kang Dani (강단이, Kang Dan-i)

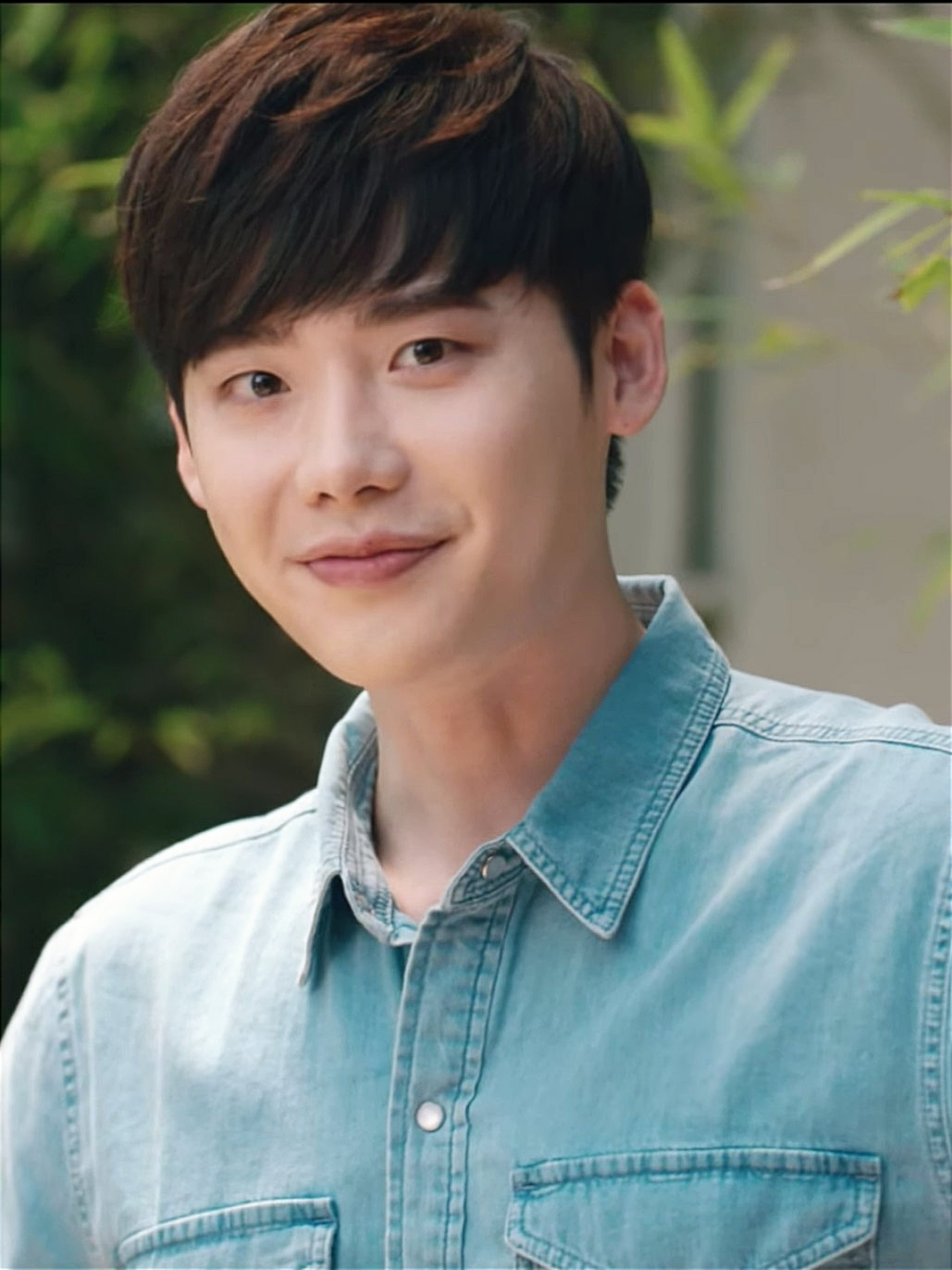
I Dzsongszok (Lee Jong-seok)
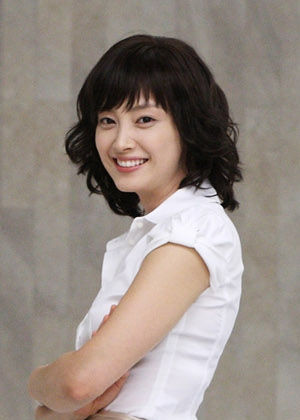
I Najong (Lee Na-yeong)